# عبد الله عبد الحميد
عبد الله عبد الحميد فضلي لاعب كرة قدم قطري من أصل إيراني، ولد في (24 فبراير 1997) يلعب في نادي الوعب.

## مسيرة اللاعب
لعب في نادي الدحيل ونادي الشحانية ونادي الوعب.